# Restaurace U Pinkasů
Restaurace U Pinkasů se nachází Praze na Novém Městě, na jižní straně východní části Jungmannova náměstí, v bloku domů splývajícím s františkánským klášterem kolem kostela Panny Marie Sněžné, nedaleko paty Václavského náměstí. Jako na prvním místě v Praze se zde začal čepovat plzeňský Prazdroj, a to již v roce 1843.

## Historie

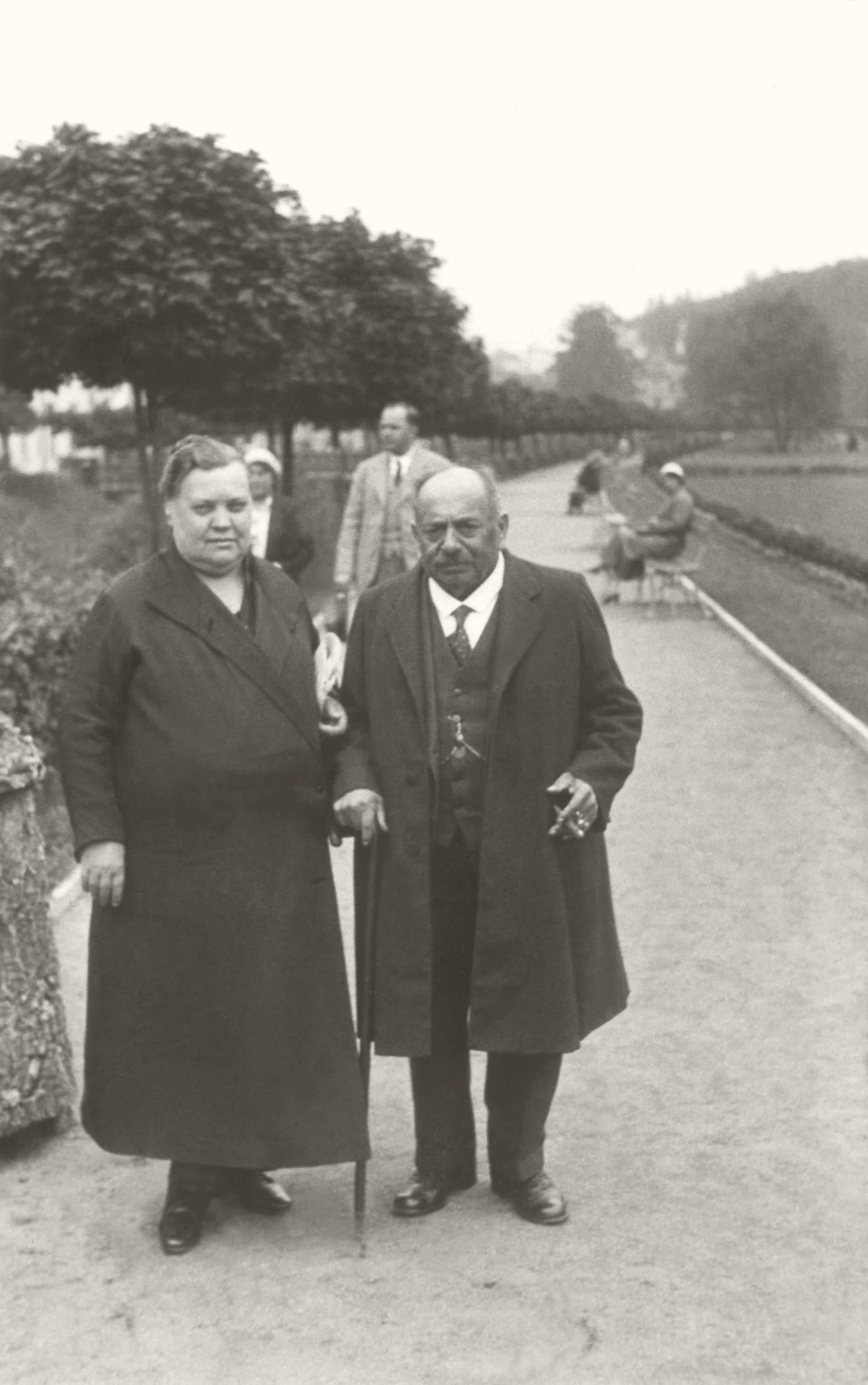
František Brabec s manželkou

### Jakub Pinkas
Zakladatelem a prvním majitelem restaurace byl Jakub Pinkas (1805–1879), původně krejčí, který přišel do Prahy v prvé půli 19. století z Budětic v jihozápadních Čechách. Sňatkem původně získal dům s výčepem v dnešní Perlové ulici, kde šil mj. kněžská roucha pro blízký františkánský klášter; zároveň v přízemí provozoval, společně se svou ženou Kateřinou, pivnici pod názvem U Pinkasů. Později tento hostinec přestěhoval do větších a lépe situovaných prostor, na dnešní Jungmannovo náměstí do domu č.p. 755, který byl tehdy známý jako dům U sv. Vavřince.
V roce 1843 požádal Jakub Pinkas svého přítele, formana Martina Salzmanna (pozdější zakladatel tradiční plzeňské pivnice U Salzmannů), aby mu z Plzně přivezl k ochutnání nový ležák. To se uskutečnilo 8. dubna 1843, kdy byla z Plzně přivezena první dvě vědra tohoto, v té době zcela nového druhu piva, které zde bylo od podzimu roku 1842 vyráběno zcela novým způsobem – metodou spodního kvašení, která dává tomuto pivu velmi specifický charakter i vzhled. Jakub Pinkas postupně krejčovské řemeslo opustil a věnoval se pouze provozu své pivnice. Od té doby, bez přerušení až do současnosti, se U Pinkasů čepuje plzeňské pivo a v Praze tak vznikla první plzeňská pivnice (dle mnohých odborníků však toto prvenství patří Knoblochovu hostinci ve staroměstském domě U Modré štiky).

### Stavební a historický vývoj
S přibývajícím zájmem se Jakub Pinkas snažil o rozšiřování prostoru pivnice a zároveň odpovídající uskladnění potřebného množství sudů. Otvorem v podlaze nikdy nedostavěné severní lodi Chrámu Panny Marie Sněžné, která s domem č.p. 755 přímo sousedí, se dostal do podzemního klenutého prostoru, který byl právě pro uložení pivních sudů ideální. Drobnými stavebními úpravami tak v roce 1851 propojil rozsáhlé podzemní prostory, které dnes slouží jako jeden z výčepů.
Zájemců o kvalitní plzeňské pivo přicházelo k Pinkasům stále více, takže původní prostory pivnice začínaly být nedostačující. Roku 1876 tedy Otto Pinkas, pokračovatel rodinné hostinské tradice, přikupuje ještě sousední dům čp. 756, sice rovněž s klasicistní fasádou, která však kryje podstatně starší stavbu. Rozlehlé gotické sklepy tohoto domu sahají až po areál někdejšího karmelitánského konventu a nad nimi stojí zdivo z barokní přestavby s dochovaným renesančním portálem do ulice. Oba domy nechal roku 1901 přestavět František Brabec, který se roku 1882 stává novým majitelem restaurace. Tato Brabcova přestavba přinesla, kromě potřebného propojení obou objektů ve všech třech patrech, především společné tříramenné schodiště na místě původních nevyhovujících schodů čp. 755.
Původní projekt stavby sousedícího Chrámu Panny Marie Sněžné zahrnoval, kromě vlastního kostela ještě dostavbu severní lodi a výstavbu korunovační katedrály vedle chrámu, které však padly za oběť požáru na počátku husitských bouří; dodnes zde zůstala pouze část obvodového zdiva a volné prostranství mezi chrámem a dnešní restaurací U Pinkasů. Tento prostor v současnosti slouží jako letní posezení.

### František Brabec
Od roku 1882 až do znárodnění v roce 1948 působila v restauraci rodina Brabcových a restaurace nesla po celou dobu jméno „Brabcova plzeňská restaurace U Pinkasů“. František Brabec (1854–1935) byl uznávaným hostinským; dlouhá léta byl jedním z nejstarších členů Ústřední jednoty československého hostinství „Hostimil“, kde působil více než 50 let.

## Současnost
Po roce 1989 uplatnili dědicové posledního majitele Františka Brabce své restituční nároky. Ti koncem roku 1991 restauraci U Pinkasů po úpravách opět otevřeli a provozovali ji až do poloviny roku 2001, kdy celý objekt odkoupila společnost Adria – Neptun, vlastnící Hotel Adria a secesní Triton restaurant na Václavském náměstí a renesanční hotel Zlatá hvězda v Třeboni.
Počínaje rokem 2010 (s covidovou pauzou v roce 2020), u příležitosti oslav založení Plzeňského Pivovaru, pořádá restaurace každoročně počátkem října akci s názvem Pinkasova noční můra; účastníci – registrovaní výčepní z různých restaurací a pivnic – načepují desítku půllitrů, vyběhnou 41 schodů a předloží odborné porotě ležák v co nejlepší kondici. Kláním se vzdává hold všem pracovníkům, kteří počínaje rokem 1843 roznášeli zlatý mok hostům přímo ze sklepa.

## Společnost a významné osobnosti
Hospoda U Pinkasů se stala významným místem společenského i politického dění, nejen v dobách národního obrození od revolučního roku 1848 až po vznik samostatného Československa léta 1918.
Pravidelně zde ve svých dobách pobývali např. pánové Palacký, Rieger, Jungmann, později i T. G. Masaryk a řada dalších. V červnu roku 1902 byl U Pinkasů založen nejstarší český šermířský klub – ČŠK Riegel. I v dalších letech U Pinkasů ve své společenské výjimečnosti pokračovali – v dostupných návštěvnických knihách je řada skvostných jmen ze života politického (po T. G. Masarykovi i Jan Masaryk), uměleckého (Šamberk, Gruss, Rašilov, Štěpánek, Voskovec, Werich, Ježek, Pešek, Nedbal) či sportovního (Pšenička, Skobla, Maleček, Peka, Bican) a stovky jmen dalších.
Restaurace U Pinkasů zůstala klíčovým neoficiálním bodem kulturního a společenského života i v dobách „vzkvétajícího socialismu“ – jmenujme např. Bohumila Hrabala, který zde rozdával svá samizdatová díla.

## Fotogalerie

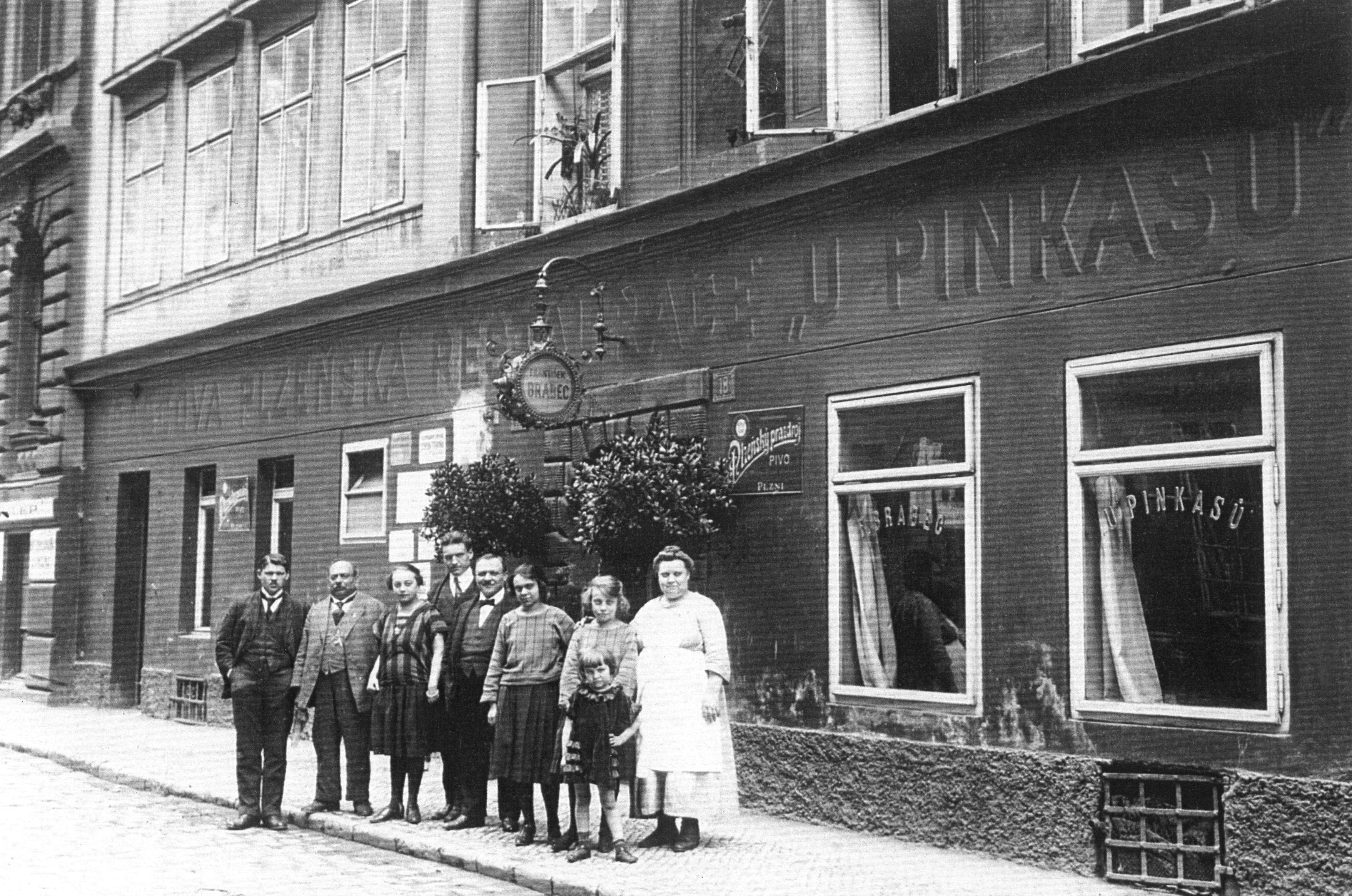
František Brabec (druhý zleva) s rodinou a personálem před restaurací
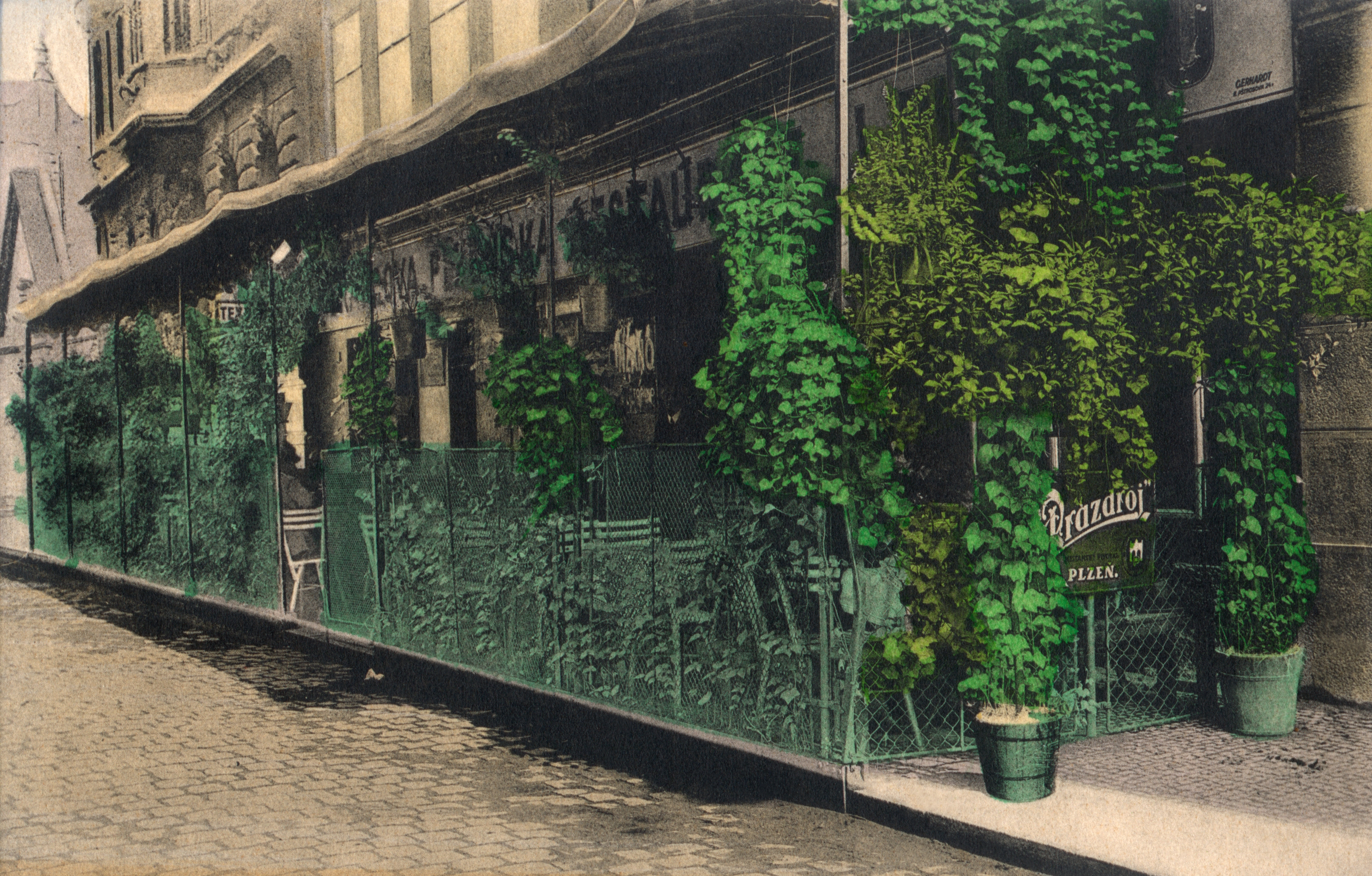
Průčelí restaurace s letní předzahrádkou – kolem roku 1910
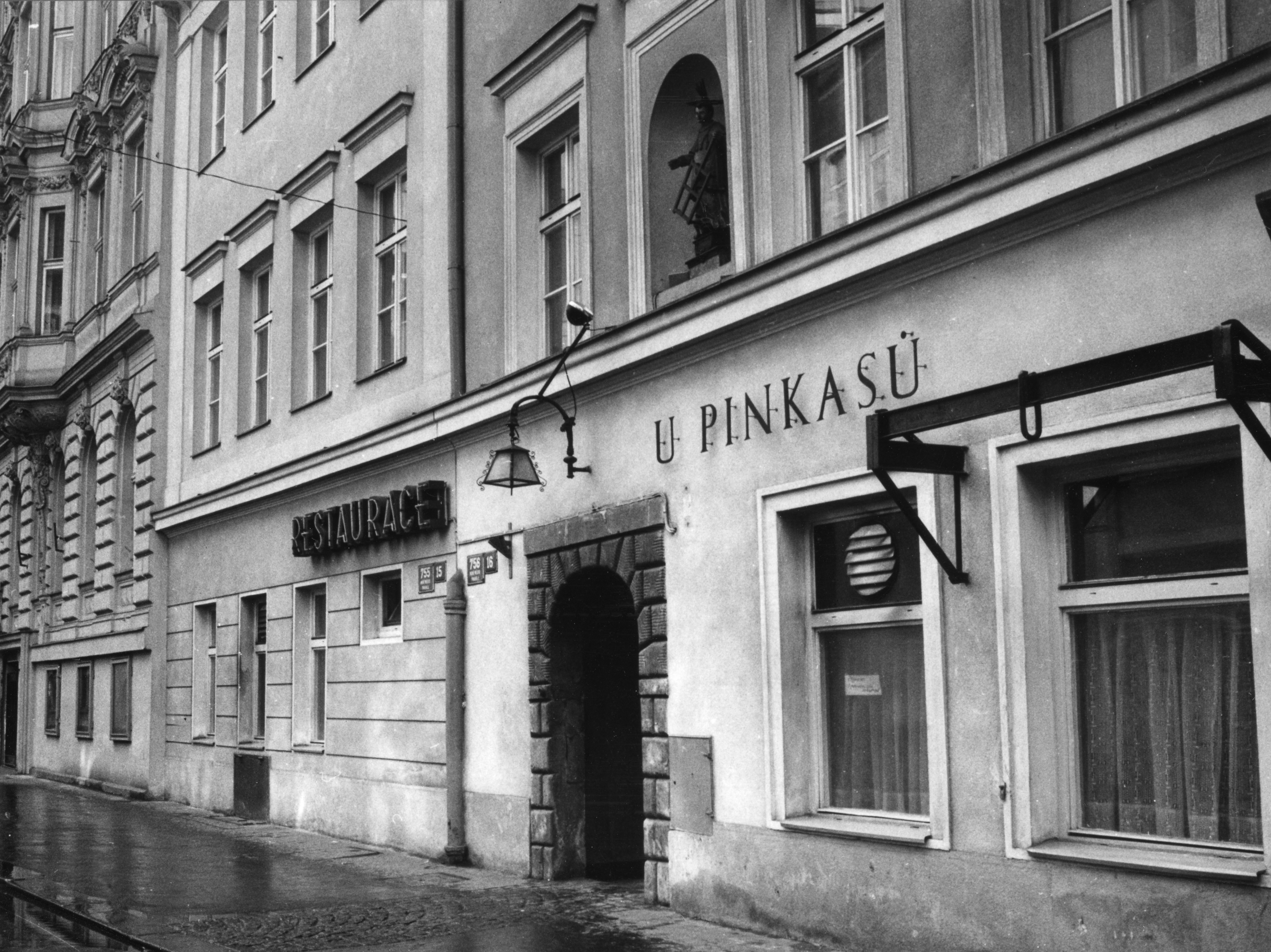
Průčelí restauracebr v dubnu 1967
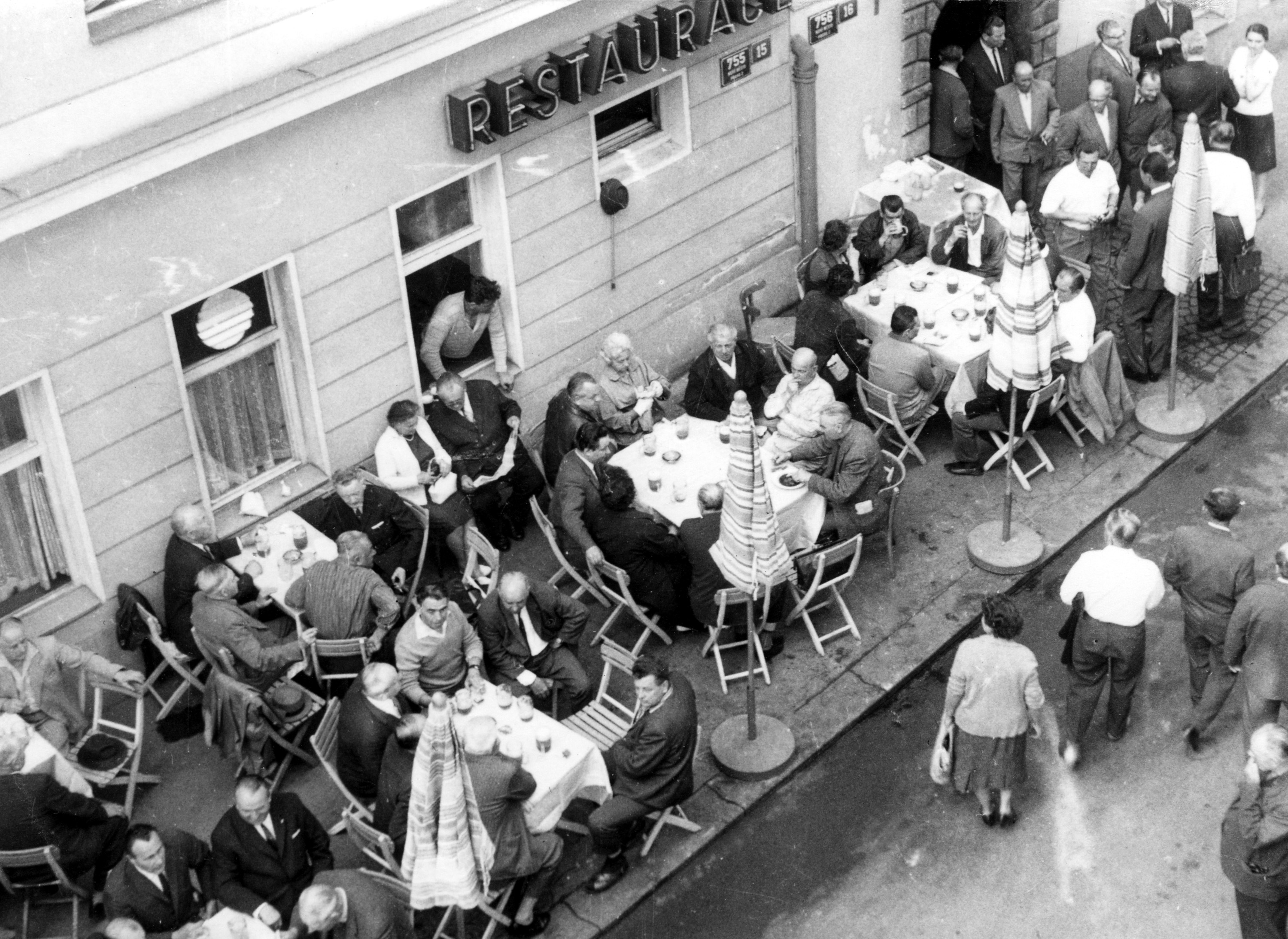
Průčelí restaurace s letní předzahrádkou – 1967
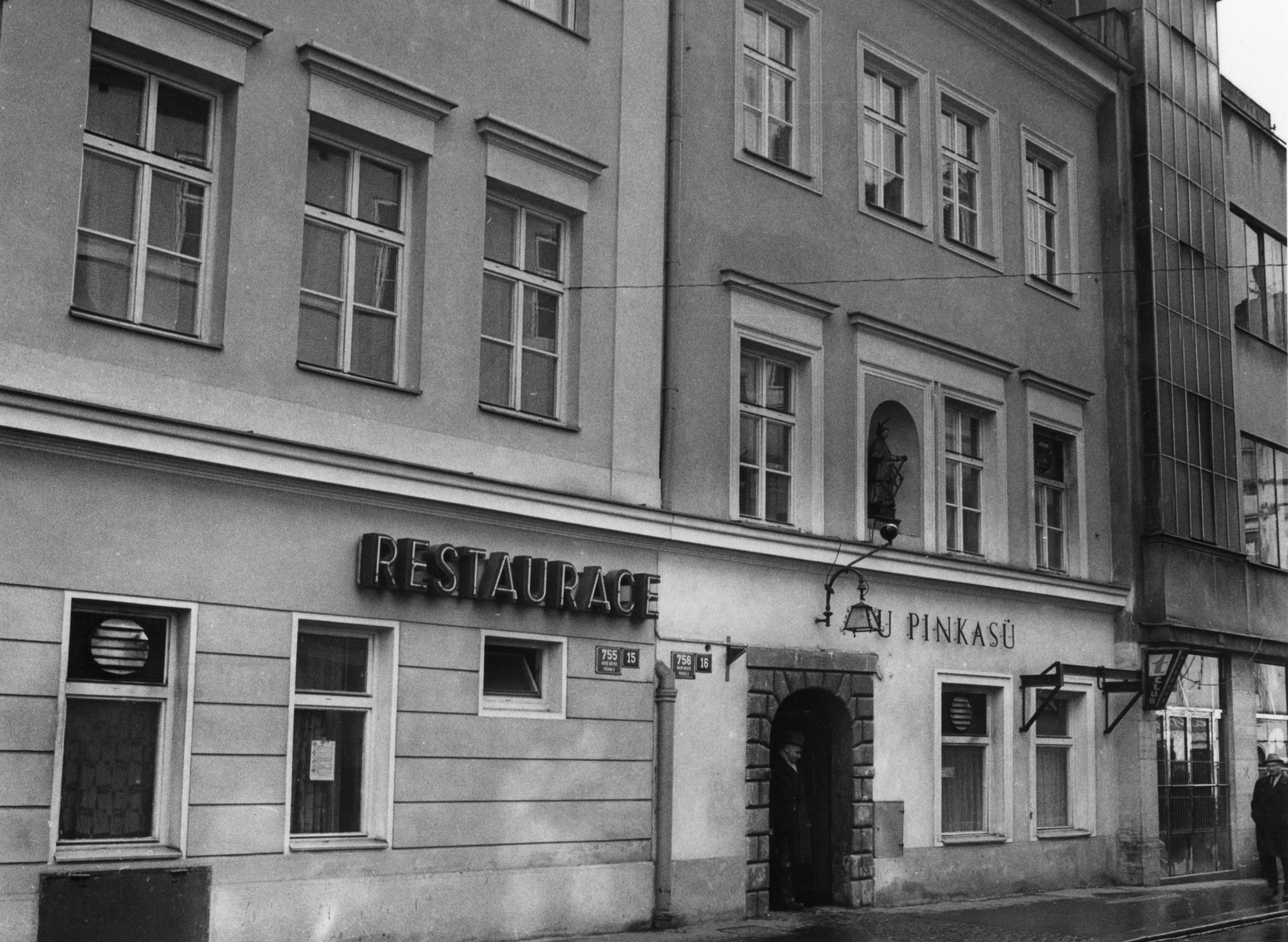
Průčelí restaurace v dubnu 1967
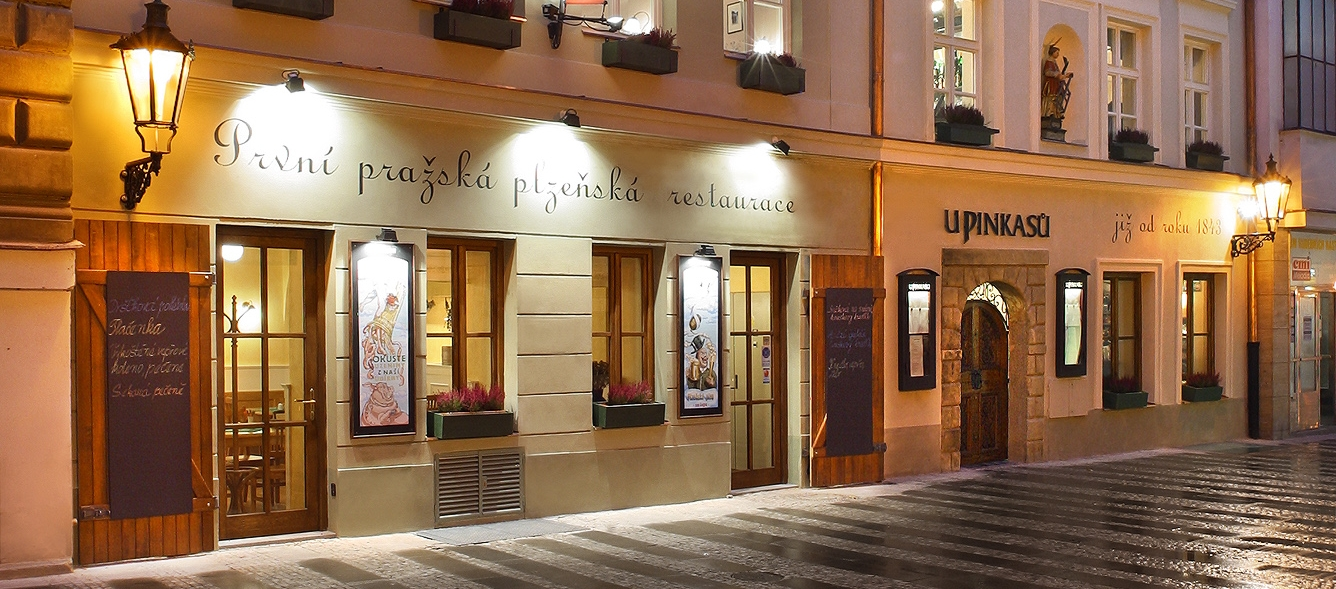
Průčelí restaurace – březen 2009
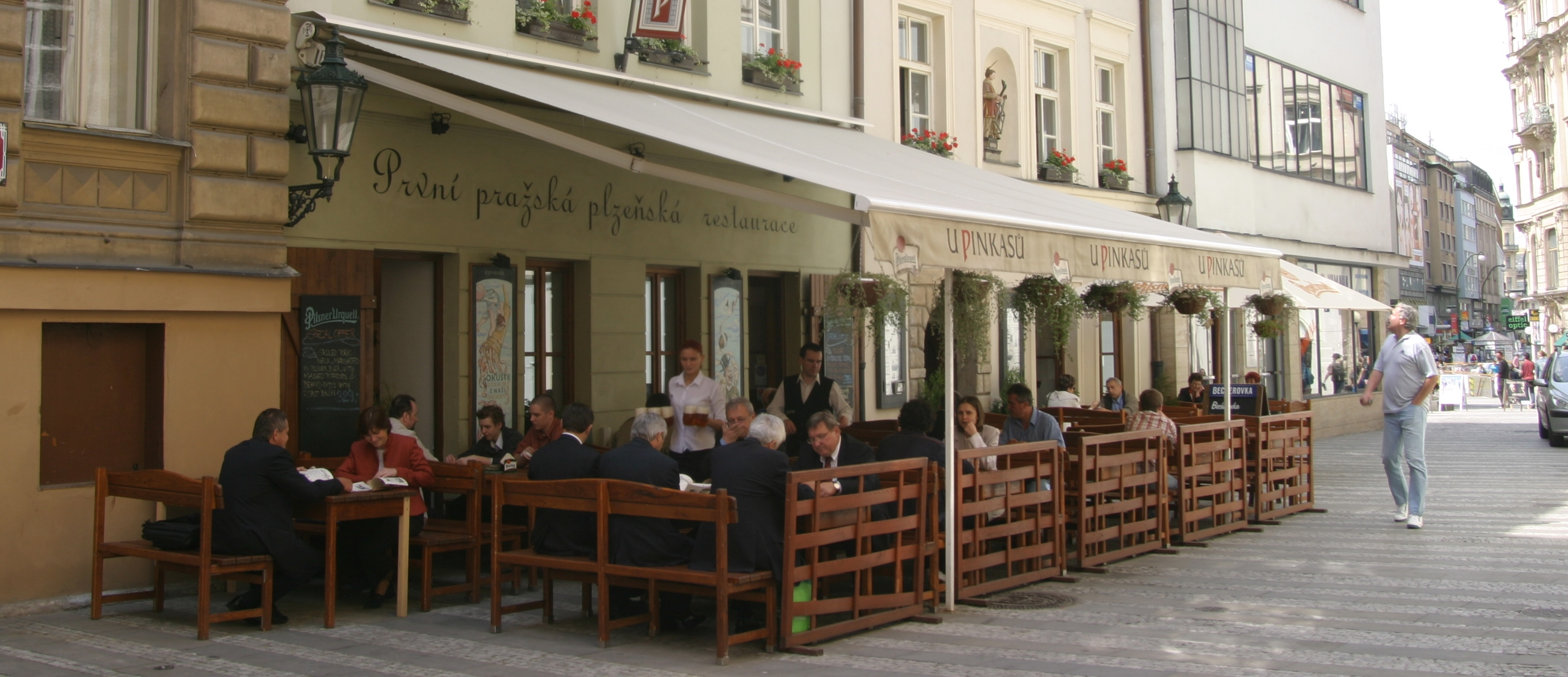
Průčelí restaurace s předzahrádkou – léto 2009
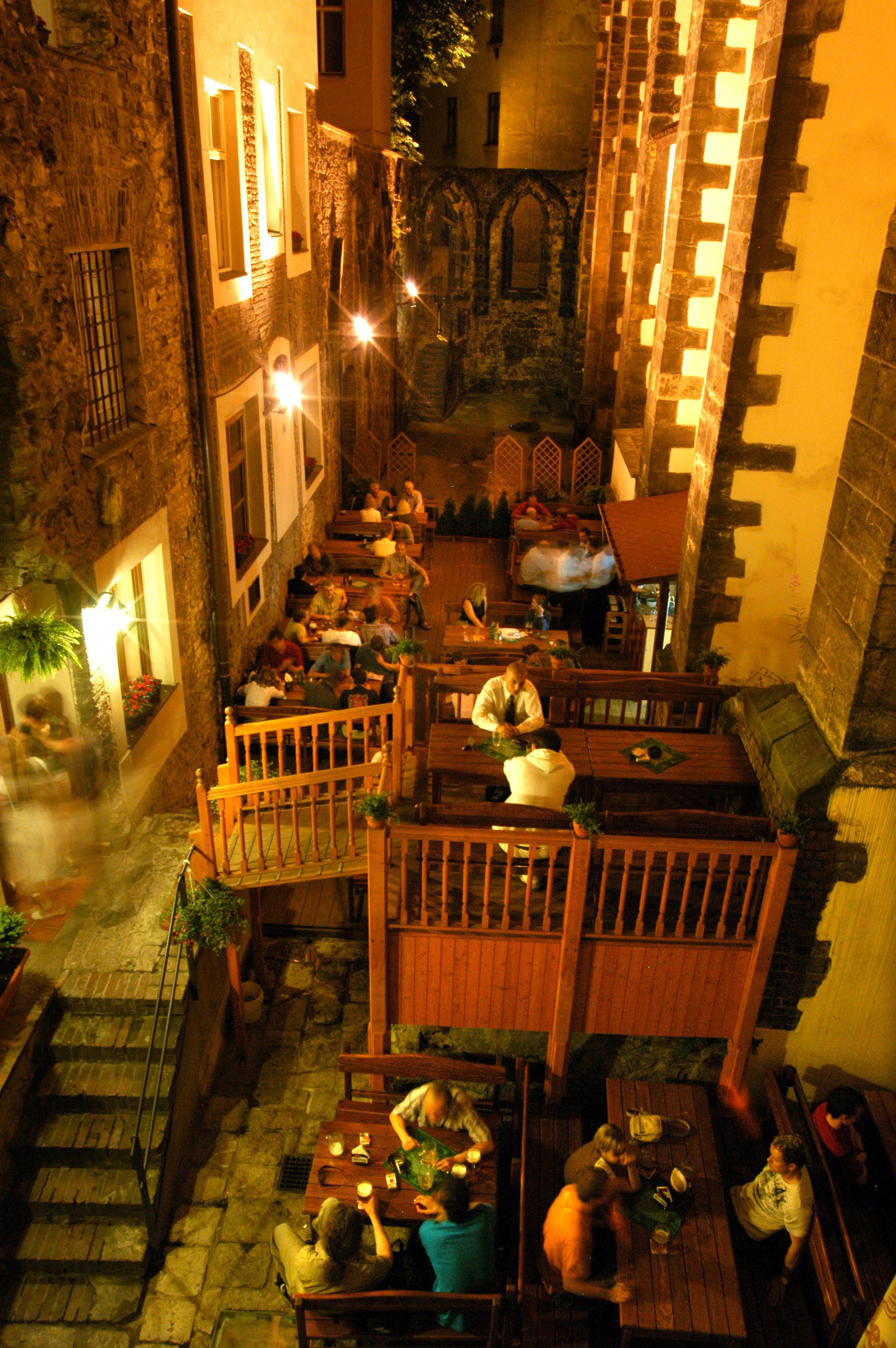
Prostor zadní zahrádky s boční stěnou Chrámu P. Marie Sněžné – léto 2009
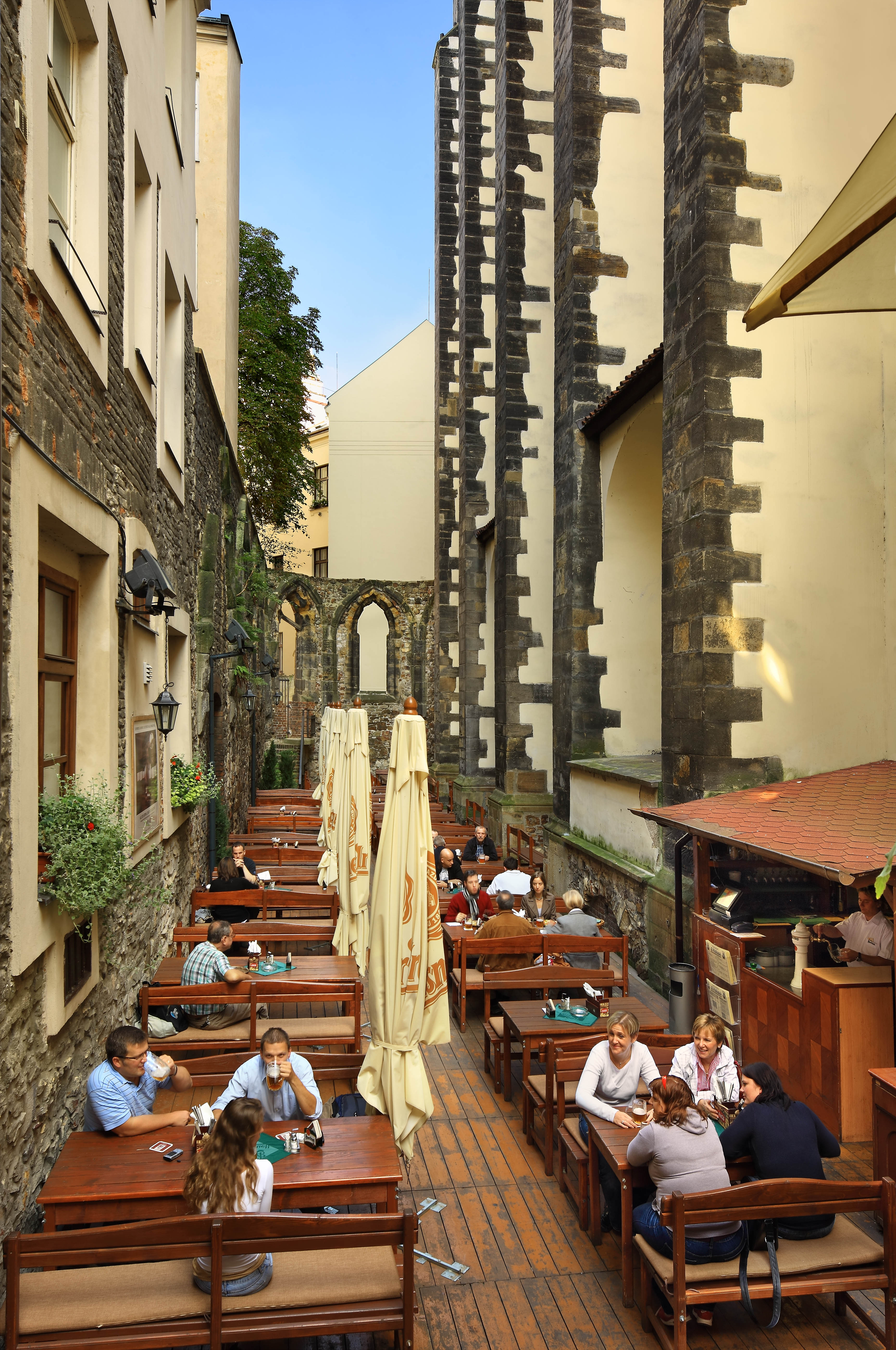
Prostor zadní zahrádky po posledních úpravách – léto 2010
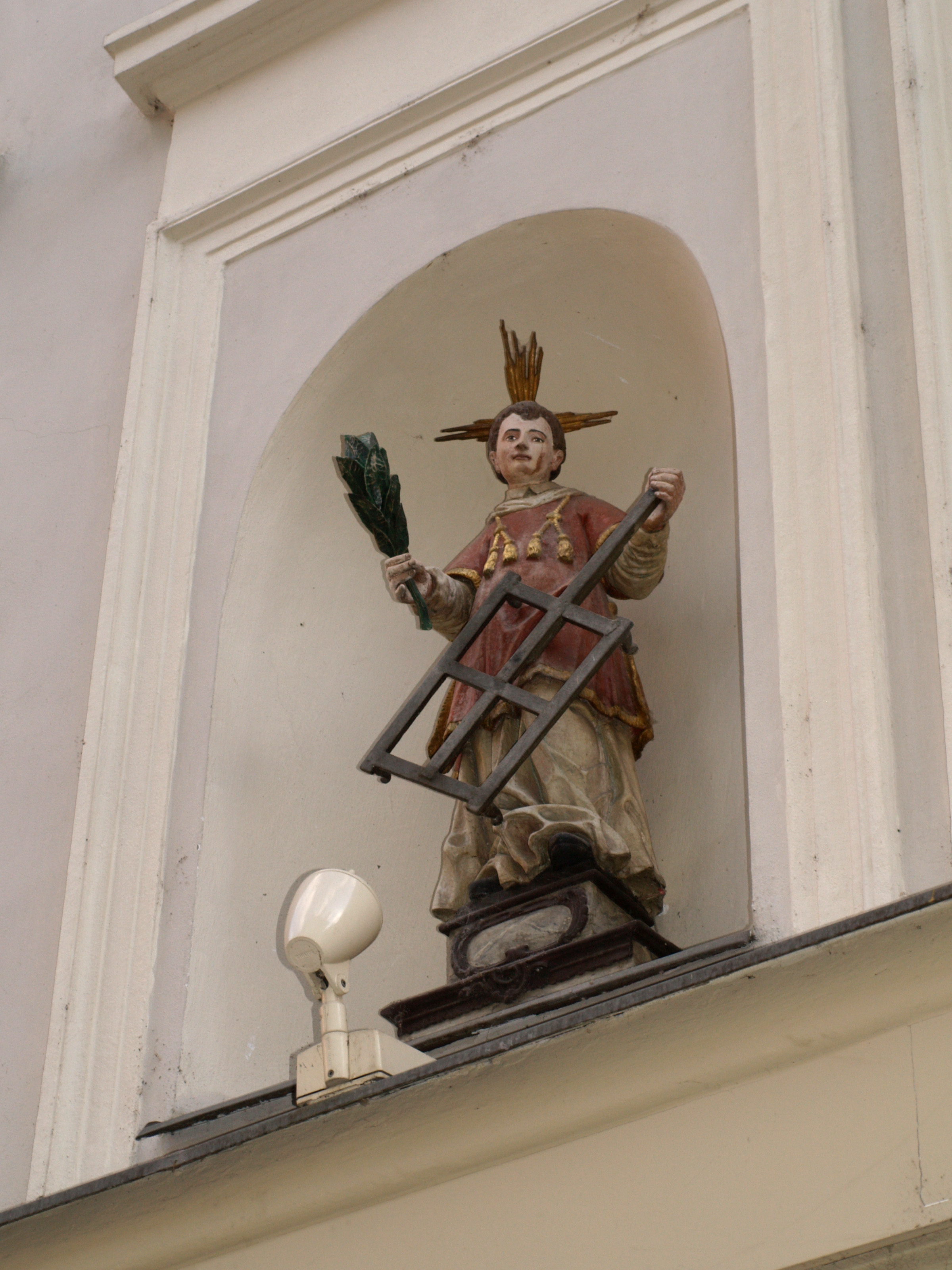
Sv. Vavřinec – Patron knihovníků, kuchařů, hostinských a koželuhů v průčelí nad vchodem.
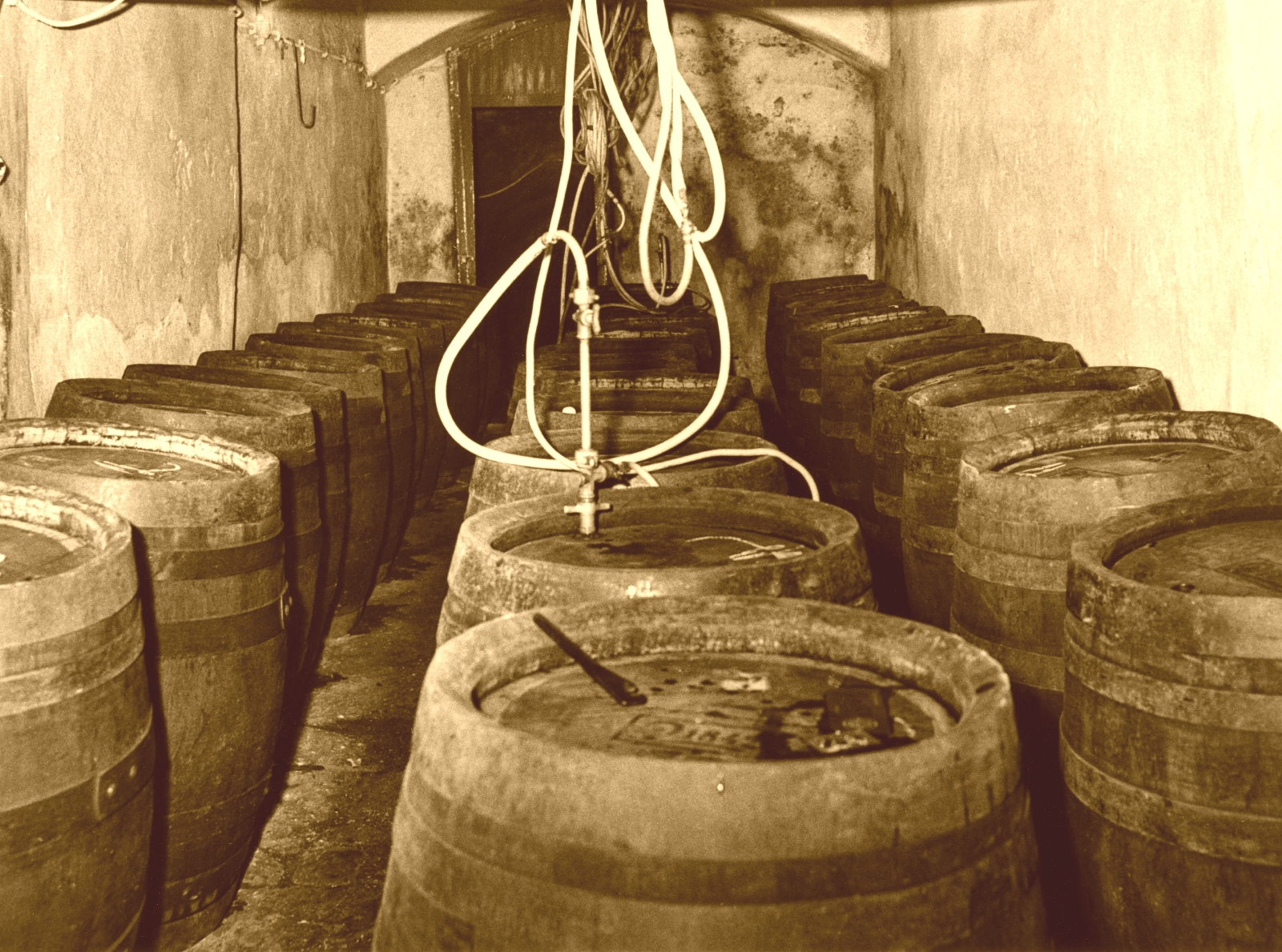
Dnešní Pinkasův sklep s uloženými pivními sudy – stav z roku 1967
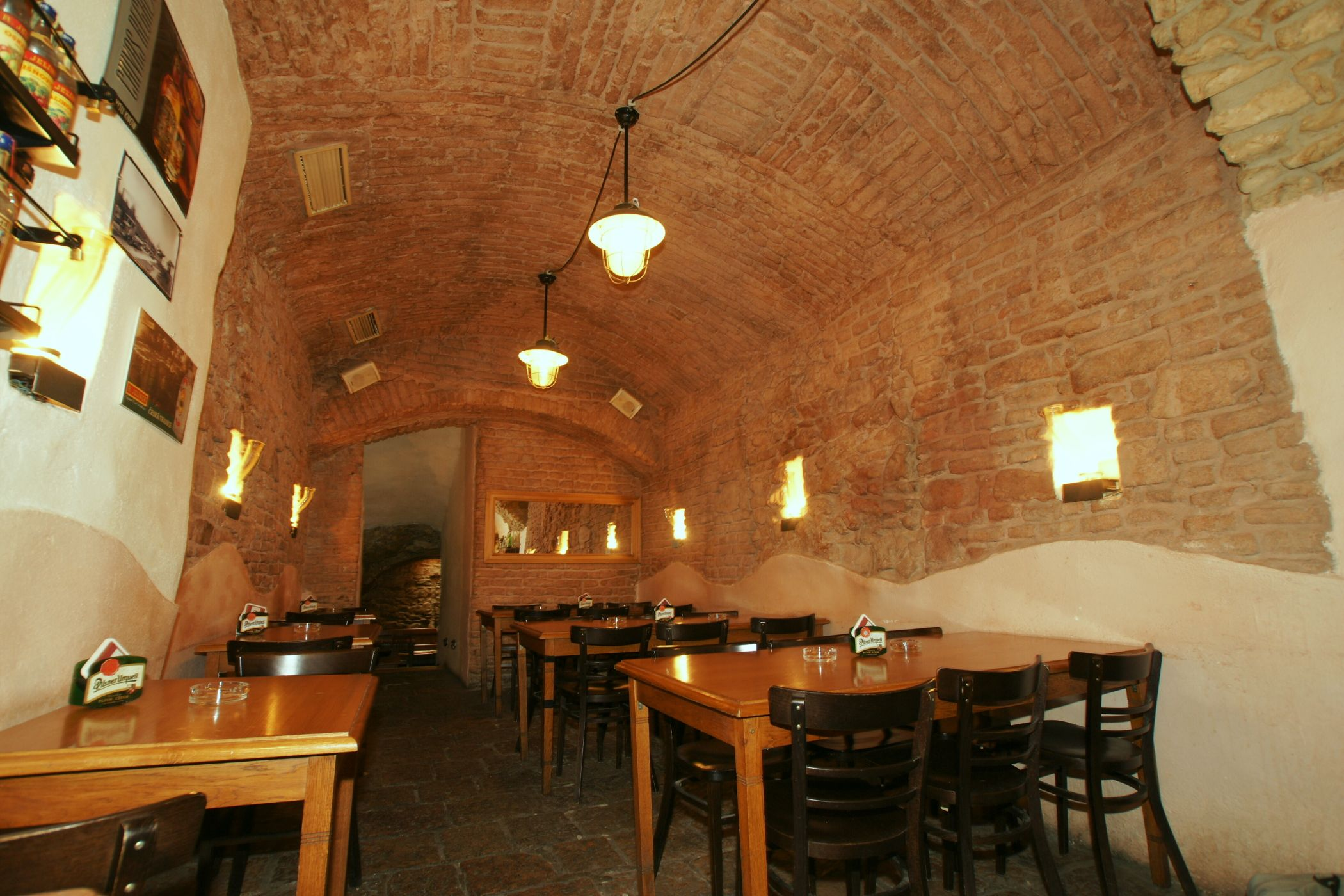
Pinkasův sklep – prostor po rekonstrukci – stav z roku 2008